# Hans Lundgren (dirigent)
Hans Olof Lundgren, född 30 september 1947 i Enskede församling, Stockholms stad, är en svensk dirigent, arrangör och tonsättare.

## Biografi
Hans Lundgren växte upp i Lund. Han är utbildad vid Kungliga Musikhögskolan i Stockholm och har studerat dirigering för Eric Ericson m.fl. 
Lundgren var anställd vid Linköpings universitet från 1986 och var director musices där 1993–2014. Han har varit dirigent för Linköpings Studentsångare, Östgöta Kammarkör och den akademiska damkören Linnea. Han var 2003–2007 ordförande i Föreningen Sveriges Körledare samt vice ordförande i Körsam. Lundgren var 2015 och 2016  musikrecensent i Östgöta Correspondenten och 2016–2017 tillförordnad länsmusikchef vid Östgötamusiken.
Sedan 2015 är Hans Lundgren dirigent för Linköpings Damkör.
Hans Lundgren är son till Bo Lundgren (musikforskare).

## Dirigent
- Linköpings Studentsångare 1979–2014
- Östgöta Kammarkör 1989–2014
- Den akademiska damkören Linnea 1997–2003
- Linköpings Damkör 2015–[6]

## Diskografi
- 1995 – Östgöta Kammarkör: Så ljust kan morgonhimlen tona
- 1996 – Lihkören CD1: Julsånger
- 1996 – Lihkören CD2: Vår- och festsånger
- 1999 – Lihkören CD3: Svensk musik från 1900-talet
- 2004 – Musical Engagement
- 2008 – Uti vår hage (samlingsalbum med bland andra Östgöta Kammarkör) (Naxos)
- 2013 – Linköpings Studentsångare: In English

## Kompositioner
- Entrésång (Hans Lundgren) (1981) för manskör a cappella.
- Söndagssånger ur Tage Danielssons postilla: Fyra sånger till texter av Tage Danielsson: (1989) för blandad kör a cappella.
- Fanfarer för Linköpings universitet (1995) för fyra trumpeter eller brasskvintett.
- Till Linnea (Hans Lundgren) (1998) för damkör a cappella.
- Till Pandora — av eld och gräs (Ingrid Pia Hök) (2004) för blandad kör a cappella.
- Rimmens makt över skaldekonsten (Björn Barlach) (2004) för blandad kör a cappella.
- Fragment för kvinnoröster (Maria Wine, Bodil Malmsten, Märta Tikkanen, Görel Söderberg, Edith Södergran, Karin Boye) (2006) för damkör a cappella (Bo Ejeby förlag)
- Den senile Don Juans katalogaria (Tage Danielsson) (2007) för manskör a cappella
- Två sånger om Linné (Hans Lundgren/Torsten Pettersson) (2007) för damkör a cappella
- Funeral Blues (W.H. Auden) (2008), för manskör och cello (Bo Ejeby förlag)
- Det var  mitt i julenatt (Grundtvig) (2008), för manskör och barytonsolo
- – bara för dig – (Tove Ditlevsen) (2011), för damkör a cappella (Bo Ejeby förlag)
- Förgätmigej (Björn Ranelid) (2016) för damkör a cappella (Bo Ejeby förlag)
- Evening Solace (Charlotte Brontë) (2016) för damkör och blåskvintett
- A Revelation Mass (Ordinariemässan, Uppenbarelseboken) (2017) för damkör och brasskvintett
- Strövtåg i hembygden (Gustaf Fröding) (2019),  för damkör, klarinett och fagott

## Priser och utmärkelser
- 1993 – Linköpings stads kulturstipendium
- 1997 – Landstinget i Östergötlands kulturstipendium
- 2000 – Kulturpris ur förre landshövdingen Rolf Wirténs Kulturstiftelse
- 2003 – Årets körledare
- 2007 – Conductor's Award vid The Third British International Male Voice Choral Festival[7]
- 2011 – Nordisk Sangerforbunds förtjänstmedalj
- 2012 – Landstinget i Östergötlands honnörsstipendium[8]
- 2014 – Akademiska föreningens AF-pris[9]
- 2015 – Linköpings universitets förtjänstmedalj i guld[10]
- 2017 – Hagdahlspriset [11]
- 2017 – Linköpings kommuns honnörsstipendium[12]